# بيتر بيتي
بيتر بيتي هو سياسي أسترالي، ولد في 18 نوفمبر 1952 في سيدني في أستراليا. نشط حزبياً في حزب العمال الأسترالي.

## مناصب
- انتخب مندوب المؤتمر الدستوري الأسترالي 1998 ‏ عن دائرة كوينزلاند وقد انضم خلال فترته النيابية (2 فبراير 1998 – 13 فبراير 1998) للكتلة البرلمانية Queensland Government [الإنجليزية]‏.
- انتخب Leader of the Opposition (Queensland) [الإنجليزية]‏ عن دائرة Electoral district of Brisbane Central [الإنجليزية]‏ (1996 – 1998).
- انتخب وزير مالية كوينزلاند [الإنجليزية]‏ عن دائرة Electoral district of Brisbane Central [الإنجليزية]‏ (28 يوليو 2005 – 2 فبراير 2006).
- انتخب Premier of Queensland [الإنجليزية]‏ عن دائرة Electoral district of Brisbane Central [الإنجليزية]‏ (20 يونيو 1998 – 13 سبتمبر 2007).
- انتخب عضو المجلس التشريعي لولاية كوينزلاند ‏ عن دائرة Electoral district of Brisbane Central [الإنجليزية]‏ (2 ديسمبر 1989 – 13 سبتمبر 2007).